# 대한민국의 IMF 구제금융 요청
대한민국의 IMF 구제금융 요청(1997년 12월 3일 ~ 2001년 8월 23일)은 국가부도 위기에 처한 대한민국이 IMF으로부터 자금을 지원받는 양해각서를 체결한 사건이다. 기업이 연쇄적으로 도산하면서 외환보유액이 급감했고 IMF에 20억 달러 긴급 융자를 요청하였다. 외환 위기 속에 대한민국은 외환보유액이 한때 39억 달러까지 급감했다. 그리하여, IMF에서 195억 달러의 구제금융을 받아 그 이후 한국경제는 IMF가 요구하는 경제체제를 수용하고 그 요구에 따라 대대적인 국가경제 구조조정이 시작되었다.
'IMF 경제 위기', 'IMF 외환 위기', 'IMF 환란', 'IMF 관리체제', 'IMF 시대', 'IMF 사태' 등으로 불리나 IMF라는 명칭 자체가 외환 위기의 의미를 담고 있지 않기 때문에 잘못된 표현이다. 그러나 IMF에 구제금융을 요청했다는 상징성으로 인해 내용이 압축된 단어로 대한민국 언론 등에서 자주 사용되고 있다.
태국, 홍콩, 말레이시아, 필리핀, 인도네시아 등 동남아시아의 연쇄적 '외환 위기' 속에 대한민국 정부의 외환관리정책의 미숙과 실패가 'IMF 환란'의 직접적인 원인이다. 대한민국 제14대 대통령 김영삼은 1997년 11월 10일에 이루어진 강경식 경제부총리와의 통화 이전까지 한국에 닥쳐올 외환위기의 심각성 자체에 관심을 가지지 않았다.
IMF가 요구하는 체제가 시작되자 많은 회사들의 부도 및 경영 위기가 나타났고, 이 과정에서 대량 해고와 경기 악화로 인해 대한민국의 온 국민이 큰 어려움을 겪었다. 이 사건이 일어난 직후인 1997년 12월 18일에 대한민국 제15대 대통령 선거가 치러졌고, 이 선거에서 여당인 한나라당은 IMF외환위기와 국가부도의 책임으로 야당인 김대중에 패배하여 정권 교체가 이루어졌다.
1998년 2월, 김대중 정부가 들어섰고 김대중 대통령은 취임 이후 IMF의 요구를 전면수용하고 IMF가 요구하는 구조조정에 착수했다. 대한민국은 이후 IT 산업 장려 정책이나 대기업 간의 사업 교환 및 통폐합으로 경제 재건을 도모했다. 1999년 3월, 정부는 사이버 코리아 21 계획을 발표하며 IT 산업 발전 및 인프라 투자에 힘을 쏟았다. 2000년 코스닥과 벤처산업 그리고 6월, 남북정상회담을 개최하여 한국경제와 사회 대북관계에 대대적인 변혁이 시작되었다.
1998년 12월, IMF 긴급 보관 금융에 18억 달러를 상환한 것을 계기로 대한민국은 금융 위기로부터 서서히 빠져나갔다. 2000년 12월 4일, 김대중 대통령은 "국제 통화 기금의 모든 차관을 상환하였고, 우리나라가 'IMF 위기'에서 완전히 벗어났다"라고 공식 발표하였다. 2001년 8월 23일, 대한민국에 대한 IMF 관리 체제가 공식 종료되었다.
대한민국 정부는 위기 발생 때 충격을 흡수하는 완충장치로서 외환보유액을 꾸준히 늘려왔다. '외환 위기'로 39억 달러까지 떨어졌던 대한민국의 외환보유액은 이듬해인 1998년 말 520억 달러로 증가했고, 2001년 말에는 1028억 달러로 1000억 달러선을 돌파했다. 2001년 8월 23일에는 IMF 구제금융 195억 달러를 조기 상환해 IMF 관리체제를 졸업했다.

## 원인

### 지급준비정책의 변화
1990년대 들어 금융자유화 진전 및 금융시장 발전으로 공개 시장 조작을 주된 통화정책수단으로 활용함에 따라 지급준비제도의 역할은 크게 축소되었다. 특히 1996년 이후 금융기관의 대외경쟁력 제고와 공정경쟁을 위해 9%를 상회했던 지급준비율을 1~5% 수준까지 대폭 인하함으로써 통화정책 수단으로서 지급준비율의 유용성은 크게 낮아졌다.

### 외환 보유고 관리의 실패
당시 태국, 홍콩, 말레이시아, 필리핀, 인도네시아 등 동남아시아의 연쇄적 외환위기 속에 대한민국 정부의 외환관리정책의 미숙과 실패가 IMF 환란의 직접적인 원인이다. 정상적 경제활동을 위한 국가의 외환보유고를 유지 관리하고 책임을 지는 행정 시스템이 제대로 작동하지 않았다. 종합금융회사를 비롯한 국내 금융기업들은 저리의 해외단기채를 얻어 동남아 국가들에 장기채로 빌려주면서 2~3%의 이자 차익을 보았다.
그런 상황에서 동남아 국가들의 외환위기로 해외단기채들의 만기가 연장되지 않자 국내 자금을 이용해 이를 상환하고, 결과적으로 국내자금이 유출되었다.
마치 기업의 부도와 마찬가지로 외환보유고가 감소하여 외환지급불능사태의 위기를 초래하였으며 이로 인해 국가신용도가 하향 조정되었고 원화가치의 환율이 급격히 하락하는 등 연쇄적으로 국제적 경제활동에 막대한 지장을 초래하였다.

### 정경유착으로 인한 부정대출
김영삼 정부와 여당인 신한국당의 정경유착으로 인해 기아자동차, 한보그룹, 한라그룹등에 무분별한 은행대출을 용인했다. 특히 이 과정에서 김영삼 대통령의 아들 김현철이 한보철강으로부터 막대한 액수의 뇌물을 받아 큰 물의를 일으켰다. 이와 같은 불법대출로 인해 두 업체의 부도로 각각 5조 원과 10조 원의 부실 채권이 발생했고 이는 국가신인도 하락에 큰 영향을 미쳤다.
재계10권 밖의 한보는 부도처리하면서 엄청난 부실기업으로 당장 부도처리해야할 재계4위의 기아그룹을 선거로 인해 제때 부도처리하지 못한 것이 대외신인도 하락의 결정적 원인이 되었다. 기아그룹은 지배주주가 없는 전문경영인체제의 기업으로 호남출신의 김선홍이 회장이었다. 당시 기아본사는 여의도 국회의사당앞에 위치해 있었는데 김대중은 6번이나 찾아가 회생을 약속했다. 정권이 바뀌고 나서 특수강 등 다른 분야는 부도처리되었으나 자동차는 현대그룹으로 넘겨 살아나게 했다.

### 환율 운용 정책 실패
1997년 말 주변 동남아시아 국가들의 경제가 어려워지자 외국 투자기관들은 한국의 경제도 곧 어려워질 거라 판단하여 투자자금을 대규모로 회수해갔다. 또한 정부는 1997년 9월 이후 계속된 외환시장 불안정 속에서 원화 가치를 지키기 위한 인위적인 환율 방어를 시작하였고 이에 들어가는 비용이 증가함에 따라서 한국의 외환보유고는 급격히 감소하기 시작했다. 한편 만기가 돌아오는 국외 차입금의 규모는 점차 증가하기 시작하여 외환지급불능사태가 초래하기 직전까지 몰리는 외환위기가 전면적으로 가시화되었다.

### 금융기관의 부실
1996년까지 24개의 투자금융회사가 종합금융회사로 전환되었고 이후 30개로 늘어나서 해외업무를 시작하였다. 이들은 외채를 끌어와서 어음교환을 시작하게 되었다. 기업이 부도를 일으키게 되자 외채를 끌어서 어음할인한 이들 종금사(종합금융회사)들이 연쇄적으로 영향을 받게 되었고 특히 한보와 기아의 12조 원가량의 대형 부도사태는 위기를 결정적으로 악화시키는 결과를 가져오게 되었다. 1998년 6월 29일 대동, 동남, 동화, 경기, 충청은행등 5개 퇴출은행을 발표하고, 국민, 주택, 신한, 한미, 하나은행으로 넘어가게 되었다. 이들은 관치 금융의 그늘아래에서 부실한 경영을 하였으며 이들에게 연관된 작은 관련기업들도 연달아 도산의 위기에 빠지게 되었다.
1998년 8월 11일 고려, 국제, 태양, BYC등 부실한 4개 생명보험사가 영업정지를 발표하고, 각각 알리안츠생명, 삼성생명, 대한생명, 교보생명으로 넘어갔다, 이러한 위기의 근본적인 원인은 허술한 관치금융체제, 무능한 정부의 예산 낭비, 대기업들의 분식회계와 과도한 차입 부실 경영 그리고 당시 사회전체에 만연된 경제적 무능력과 부패, 책임의식 실종에 의한 결과였다.

### 대외 금융세력의 공격
국가개입 위주였던 아시아 국가들이 개방시장 정책을 시작했지만, 외환관리 능력과 외환보유량이 부족하였기 때문에 대외 금융세력의 공격에 무력할 수밖에 없었다. 고정환율을 쓰던 태국이 썰물처럼 빠져나가는 외환을 견디지 못해 변동환율로 선회한 것에 아시아 각국의 외국자본들이 빠져나가는 것은 당연한 일이었다. 조지 소로스가 운영하던 퀀텀펀드를 비롯한 규모가 큰 국제금융세력들이 1990년대에 이미 스웨덴, 아르헨티나, 멕시코 등지에서 여러 차례 감행했던 수법대로 약속한 듯이 동시에 단기 투자금을 회수해 빠져나가면서 선물환거래를 이용한 주식대량매도와 환투기 공격 등을 감행하여 동아시아 전반에 중앙은행의 외환보유량을 고갈시키고 그 후 달러 구제금융 요청을 받은 IMF가 강요한 가혹한 구조조정 조건을 통해 부실기업 뿐만 아니라 정상적인 기업까지 흑자도산등으로 박살내고 미국과 영국등의 자본에 헐값에 재인수하려는 미국-영국 투기세력들의 의도가 있었다.
이러한 국제적 투기 세력들의 공격과는 별도로 그 무렵 미국 정부의 입장이 상당히 주목되는데, 미 국무부 정보조사국 INR은 한국에 외환위기가 발생하기 훨씬 전인 1997년 초부터 한보사태 등 한국의 경제 동향을 유심히 관찰해왔고, 주한 미 대사관은 한국이 IMF 관리체제에 들어간 1997년 12월부터 아예 'IMF 데일리'라는 제목의 일일보고서를 작성해 본국으로 전송했는데 1998년 2월 미 국무부에 보낸 비밀 전문에 담긴 98년도 한국 관련 최우선 정책목표에는 한국이 금융위기를 헤쳐나가도록 돕는 동시에 IMF와 미국에 대한 요구를 철저하게 지키느냐는 것이라고 명시돼 있었는바, 당시 한국은 IMF 협약뿐 아니라 미국식 정리해고제 도입과 적대적 M&A 허용도 약속한 상태였고, 또한 IMF 처방의 효과로 1998년 하반기에는 미국의 금융자본과 금융회사들이 대거로 한국에 진출함으로 인해 한국과의 시장개방협상에서 좋은 이권을 노릴 수 있을 것이라고 전망하고 있기까지 하다. 특히 미국정부는 한국이 스스로의 잘못으로 외환위기가 발생했다고 훈육하고 IMF의 명령에 철저하게 복종하며 미국과 영국등의 외자유치를 적극 환영하게 하고 그들에게 철저하게 복종하게 하는 점이 중요하다면서, 외환위기의 원인과 관련해 이른바 내인론에 한국 여론이 쏠리는 것을 한영하고 이로 인해 미국과 영국의 금융자본에 철저하게 복종하여 IMF를 이용하여 아시아 국가들에게 한국식 구조조정을 강요하게 하며 동북아 경제적이권 확장을 노리며 미국 영국등 서구 투기자본들의 식민지화를 IMF와 미국이 노렸던 측면도 강하다. 이는 한국과 한국정부로 하여금 당시 동아시아 전체 외환금융시장의 전반적 상황에 대한 이해보다는 당시 집권정부의 정책 실패와 무능에 대한 부정적 여론을 오래도록 각인시키는 데에 크게 기여하며 그로 인해 IMF와 미국 영국등 서구 금융자본과 투기세력들이 자신들의 경제적 이권을 챙기는 기회로 한국과 아시아국가들의 금융위기를 이용한 것이다. 당시 IMF 외환위기에 대해 미국과 일본의 경제적 이권다툼에 한국이 희생양이었다는 앤드류 월터 교수의 칼럼이 동아일보에 게제되기도 했다.

## IMF 경제위기 극복
김대중 정부로 정권이 바뀌면서 IMF를 극복하는 일환으로 외국인 투자 자율화 정책, 대기업을 각 기업으로 독립시키는 구조조정을 단행, IT 육성정책, 신용카드 정책, 정리해고제를 도입했다. IMF 2년을 겪으면서 우리나라는 경제지표상으로 실업율을 제외하고 성장·물가·경상수지 등에서 전반적으로 외환위기 이전 수준을 거의 회복했다. 주가는 외환위기 이전 수준보다 높아졌고 금리는 낮아졌으며 환율도 거의 비슷한 수준까지 내려 앉았다. 외환위기의 영향으로 1998년에 급속하게 내수가 위축되면서 큰 폭의 마이너스 성장을 기록했지만 1999년 들어 예상보다 훨씬 빠른 회복속도를 보이며 두 자리수 성장을 바라볼 정도였다. 1998년 무역수지 흑자가 390억 달러로 사상 최대를 기록한 데 이어 1999년에도 239억 달러 흑자를 기록했다. 2000년에는 유가상승과 경기상승으로 인한 수입수요 증가에 따라 흑자 규모가 축소되기는 했지만 역시 117억 달러 이상의 흑자를 기록했고. 공장 가동률도 내수 증가세를 반영하며 수출이 꾸준히 증가하면서 80%대로 다시 상승했다. 업종간의 격차가 다소 있기는 하지만 철강, 섬유를 제외한 대부분의 업종에서 뚜렷한 경기상승이 보이고 특히 반도체·정보통신·조선·자동차는 1990년대 초에 이어 호황기를 맞은 상태였다. 1999년 1인당 국민소득도 약 8,400여 달러, 2000년의 11,292달러로 회복하기 시작했다. 실업률은 IMF관리체제로 들어간 지 1년 만인 1999년 2월에 8.9%로 급등한 뒤, 이 이후 경기회복과 IT붐으로 급부로 1999년 12월에는 5.3%를 보였지만 부실기업의 퇴출과 IMF의 명령으로 강력한 구조조정이 이루어지면서 2000년 6.4%로 여전한 고실업률에 허덕였다.
이처럼 한국 경제는 IMF 위기를 겪은 지 2년 만에 '고성장－저물가－경상수지 흑자'라는 세 마리 토끼를 동시에 잡는 능력을 발휘했다. 또한 1997년 IMF 구제금융 요청 당시 대한민국의 외채를 갚기 위해 시민들이 자발적으로 자신이 소유하던 금을 기부해 전국 누계 약 350만 명이 참여한 이 운동으로 약 227톤의 금이 모아져 세계적 이슈가 되기도 했다. 이러한 금모으기 운동은 한국경제에 대한 국제사회의 긍정적 평가를 이끌어 내는데 일조했다.
재정경제부가 발표한 자료에 따르면 1997년 5.8%를 기록한 성장률은 외환위기를 겪은 1998년의 경우 1분기 마이너스로 돌아선 뒤 3분기 -8.7%까지 곤두박질쳤다. 하지만 1999년 1분기부터 플러스로 반전을 시도, 1999년 들어서는 2분기 7.6%, 3분기 13.8%대로 뛰어 올라 경제 관련기관들 사이에 경기과열 논쟁마저 불러 일으켰다. 한편 소비자물가는 1998년 7.5%에서 1999년엔 2% 이하로 뚝 떨어졌으며, 2000년에도 3%대의 안정세를 지속했다. 이러한 거시경제지표 호조에 힘입어 1997년 12월 18일 바닥(39억 달러)이 보이던 외환보유고는 2000년 5월, 800억 달러에 육박하였다. 외채규모 축소로 1979년 한국은행이 외채통계를 작성한 이래 최초로 순채권국으로 탈바꿈했다. 투자부적격 등급으로 추락했던 국가신용 등급도 주요 국제 신용평가 기관들에 의해 투자적격 등급으로 상향조정됐다. 금융시장도 외형상 안정세를 되찾았다. 외환위기로 등락을 거듭했던 달러당 환율은 1,100원대로 안정세에 접어들었다. 30%대로 솟구쳤던 시장금리(콜금리)는 안정세를 보이면서 1998년 10월 이후 한자리수(4%대)로 하락했다. 1998년 6월 16일 280선까지 하락했던 종합주가지수는 1999년 6월 23일 95년 이후 처음으로 1000포인트를 돌파한 뒤 대우문제로 일시 조정을 받았으나, 11월 이후 상승세를 타며 950 - 1000포인트를 오르내렸다. 어음부도율도 외환위기 이전 수준으로 하락했으며, 하루 평균 부도업체수는 97년 말 128개에서 99년 10월 20개대로 떨어졌다. 반면 실업자수는 178만명을 정점으로 감소하기 시작했으나, 1999년 말까지 100만명을 유지하였다.
2000년 12월 4일 김대중 대통령은 "우리나라가 IMF 위기에서 완전히 벗어났다"고 공식 발표했다. 그러나 그 이후에도 내수 진작을 위한 무분별한 신용카드정책, IT 거품, 비정규직 문제, 공적자금 투명화 및 공적자금 회수, 청년실업과 고실업난 등이 있었다.

### 소비부문
대기업들의 연이은 부도사태에 따른 고용불안과 실질임금 증가세 둔화, 주식가격의 폭락 등으로 소비는 뚜렷하게 둔화되는 모습을 보이고 있다. 1997년 들어 3/4분기까지 소비증가율은 성장률에 비해 1%포인트 낮은 수준을 보였다. 1997년 11월 외환위기 이후 환율이 크게 오르고 IMF 구제금융이 결정된 이후 수입제 가격상승과 미래 소득에 대한 불안감으로 소비는 더욱 위축되었다. 1998년 중 소비는 마이너스 성장을 기록했다. 실질임금의 하락으로 가계의 구매력이 크게 떨어진 데다 주식가격이나 부동산가격 역시 약세를 면치 못하여 자산가격의 상승에 따른 부의 효과도 기대하기 어려웠기 때문이다. 1998년 중 명목임금은 고용불안에 따른 임금인상 요구 억제와 기업의 수익성 하락으로 1.5% 내외의 증가에 그친 반면 소비자 물가상승률은 환율상승과 세율인상으로 거의 7%에 이르러 실질임금은 오히려 감소한 것으로 나타났다. 그리고 1997년 주식가격의 폭락으로 40조 원가량 줄어든 상장주식의 시장가치는 1998년 중에도 마이너스 성장과 높은 이자율로 회복의 폭이 크지 않았다. 이자율 상승과 경기침체에 따른 주택수요 둔화와 기업구조조정에 따른 상업용건물과 토지의 매물증가로 부동산 가격도 약세를 면치 못했다. 소비심리도 크게 위축되었다. 사회적으로 소비절약 분위기가 광범위하게 확산된 데다 실업이 크게 늘어 미래소득에 대한 불안감도 증폭되었다. 또 차입을 통한 소비지출 여건도 매우 악화되었는데 이자율 상승으로 소비의 기회비용이 커진 데다 채무상환이 큰 부담으로 작용했기 때문이다. 게다가 금융산업의 구조조정으로 금융기관의 가계에 대한 신용공여 여력도 크게 떨어졌다. 소비지출 감소는 민간보다는 정부부문에서, 비내구재나 서비스보다는 내구재 부문에서 더욱 심했다. IMF와의 협의에 따라 정부는 재정을 최소한 균형수준으로 맞춰야 하는 데다 금융산업의 구조조정 비용과 성장률 둔화에 따른 세수감소 등으로 정부소비는 대폭 줄어들었다.

### 건설부문
건설투자는 1996년 경제성장률보다 높은 8.2%의 증가율을 보였으나 1997년중에는 크게 위축되는 모습을 보였다. 사회간접자본에 대한 투자가 큰 폭으로 늘어났음에도 불구하고 아파트, 다세대주택 등 주거용 건물건설이 분양저조 및 부도업체 증가 등으로 부진한 데다 공장, 빌딩 등 비주거용 건물건설이 크게 감소했기 때문이다. 1998년중 건설투자는 1997년보다 더욱 위축되어 극심한 침체 상태를 보였다. 부실채권 정리비용과 세수감소로 내년 정부예산이 당초 계획보다 훨씬 축소되어 그동안 건설투자를 주도했던 사회간접자본 중심의 토목건설이 크게 위축되었기 때문이다. 우리나라 정부예산 중 약 57%가 경직성 경비로 구성되어 있기 때문에 정부예산의 축소는 상대적으로 탄력적인 조정이 가능한 사회간접자본에 대한 투자부문에서 상당 부분 줄일 수밖에 없는 상황이다. 특히 대형 국책사업의 축소 혹은 부분적인 연기는 불가피한 상황이었다. 건설투자 부진은 1999년부터 다시 증가세로 돌아섰으나 증가폭은 미미한 수준에 그쳤다. 부실채권 정리, 예금자 보호기금 마련 등을 위해 발행될 국공채에 대한 이자 부담 등으로 1999년 이후에도 상당 기간 동안 긴축적인 재정운용이 불가피하여 공공부문의 대규모 토목공사 발주를 기대하기 힘들었기 때문이다. 주택건설에서도 주택보급률 상승으로 신규주택 수요가 과거에 비해 줄어들고 있을 뿐아니라 저성장에 따른 민간의 소득증가세 둔화로 활기를 되찾기는 어려워 보였다. 2000년경 경기가 다소 회복되면서 건설투자도 소폭이나마 살아나겠으나 경제성장률보다 다소 낮은 3.6% 정도의 수준에 그쳤다.

### 설비부문
1996년 7%의 증가율을 기록했던 설비투자는 1997년 감소세로 돌아선 이후 하락폭이 점차 커졌다. 주요 장치산업의 설비확장이 일단락된 데다 재고증가와 수출단가 하락으로 투자 유인이 크게 줄어들었고 대기업의 연쇄부도와 금융시장의 불안 등으로 투자심리도 위축되었기 때문이다. 이에 따라 1997년중 설비투자는 약 9.0% 감소한 것으로 나타났다. 1998년 중 설비투자는 1997년보다 훨씬 큰 폭으로 위축되었다. IMF 구제금융이 시작된 이후에도 금융시장 불안이 계속되고 있어 기업들의 투자심리가 극도로 위축되어 있는 데다 급격한 환율상승으로 시설용 자본재 수입이 급격히 감소했기 때문이다. 세계경기가 당초 예상보다 둔화되었고 주요 수출상품의 국제적인 공급과잉 현상이 1998년에도 해소되지 않아 설비확장에 대한 유인이 크게 감소했다. 그동안 설비투자를 주도했던 반도체, 철강, 석유화학, 자동차산업 등이 전체 설비투자의 절반가량을 차지하고 있기 때문에 공급과잉이 우려되고 있는 이들 장치산업에서의 투자둔화는 향후 전체 설비투자 둔화에 적지 않은 영향을 끼칠 것으로 보인다. 하지만 1998년의 급격한 설비투자 감소의 원인은 무엇보다 IMF의 긴급자금 지원후 대부분의 기업들이 투자는 고사하고 생존자체가 위협받는 급박한 경영환경에 봉착했기 때문이다. 기업 내부적으로는 내수부진과 수출단가 하락으로 채산성이 악화되어 투자재원 확보가 어려운 상황이다. 더욱이 기업부도 가능성이 점차 커지고 있기 때문에 설사 내부자금이 조성되더라도 기업들은 무리한 투자를 자제하고 내실을 다져 유동성을 확보하려는 태도를 견지하고 있다. 1999년의 경우 설비투자는 24.9%까지 이루어졌다. 환율상승에 힘입어 수출물량이 크게 늘어나면서 생산능력 확대의 필요성이 커지고 금융시장이 어느정도 안정되면서 설비투자 환경이 다소나마 개선되었기 때문이다. 하지만 우리경제가 IMF체제 이후 저성장기에 접어들어 과거와 같은 높은 투자수요를 창출해내기 어려운 데다 반드시 필요한 부문에 선택적으로 투자하는 경영 분위기가 확산될 것으로 보여 큰 폭의 설비투자 증가세는 기대하기 어려운 상황이었다. 투자의 내용도 단순한 시설확장보다는 합리화나 R&D 투자 등 기업의 생산성을 높이기 위한 투자에 집중되면서 2000년에는 연간 12.9% 수준의 증가세를 보였다.

### 실업문제
1998년 중 대한민국은 실업자수 130만 명 이상의 본격적인 고실업 시대에 접어들었다. 마이너스 경제성장률, 기업들의 투자축소 등으로 신규고용 창출력이 급격히 둔화된 데다 금융산업 등의 구조조정과 이에 따른 기업 연쇄부도 등으로 기존 취업자의 실직도 크게 늘었기 때문이다. 더군다나 IMF가 요구하고 있는 인수합병 관련 정리해고 등 노동시장 유연성 관련 정책이 시행되면서 구조조정에 따른 실직이 현실화되면서 실업자 증가속도가 예상외로 빨라졌다. 1999년말 기준으로 실업률은 약 4.6%로 여전히 100만명 정도 실업자가가 있는 것으로 나타났다. IMF의 금융지원이 순조롭게 이루어지면서 1999년 이후 경기가 다시 회복되고는 있지만 고실업 현상이 해소되기까지는 앞으로도 상당기간이 소요될 전망이다. 성장에 따른 산업의 고용창출이 1990년대 이후 뚜렷한 둔화세를 보이고 있는 데다 1∼2년 안에 본격 도입된 것으로 보이는 정리해고제 등 노동시장 유연화 정책이 기업의 구조조정 강도를 더욱 높여 매년 실직자가 양산될 것으로 예상되기 때문이다. 또한 남성실직에 따른 여성들의 경제활동참가 증가 경향이 당분간 지속될 조짐을 보이고 있고 기존의 외형성장 위주에서 내실위주 경영기조로 전환하고 있는 기업들의 조직 및 인력규모 축소 경향도 고용불안을 더욱 가속시킬 것으로 보인다. 특히, 기업들이 구조조정 등 급격한 환경변화에 따른 탄력적인 인력조정을 위해 인력채용시 상용직 비중을 줄이고 임시직 또는 계약직 비중을 확대하는 한편 파견근로자를 적극 활용하게 될 것으로 보이는 만큼 비정규직 근로자가 급등하면서 국민들이 체감하게 될 고용불안 정도는 당분간 지속될 전망이다.

### 임금상승률
1997년 5월까지 두 자리 수를 유지하던 임금상승률이 6월부터 6%대의 급격한 둔화세를 보였다. 1997년 초의 낮은 협약 임금인상률이 6월 이후 본격적으로 반영되기 시작했기 때문이다. 1997년 10월말 기준으로 전국 100인 이상 사업장의 평균 협약임금인상률은 1996년 같은 기간에 비해 3.5%포인트가 하락한 4.3% 상승에 그쳤고 경기침체와 잇따른 기업부도의 영향으로 기업들의 상여금 지급이 크게 줄어들면서 특별급여 상승률도 전 해의 절반수준에 그쳤다. 이에 따라 1997년 1월부터 9월까지의 평균임금상승률은 9.3%로 지난 1986년 이후 11년 만에 처음으로 한 자리수 상승에 머물렀다. 1998년에는 임금상승률 둔화세가 더욱 뚜렷해졌다. 고용불안에 따른 근로자들의 임금인상 욕구 자제, 수익성 하락에 따른 기업의 지불능력 저하 등으로 임금동결 내지 감축 분위기가 확산되면서 명목임금상승률은 1998년중 1.5% 수준까지 떨어졌다. 특히 경기변화에 상당히 탄력적인 기업들의 상여금 등 특별급여 자금이 대폭 줄어들면서 전체 임금상승률을 끌어내리는 주요인이 되었다. 그러나 환율급등의 여파로 물가가 명목임금상승률을 상회하는 큰 폭의 오름세를 상당기간 지속하였고, 경기가 회복국면에 접어든 1999년 이후로 임금상승 압력이 높아졌다.

### 물가
1997년 물가는 1996년보다 다소 불안한 모습을 보였다. 농산물 등 상품 물가는 1996년보다 다소 불안했으나 개인서비스요금 등 서비스 물가는 소비부진, 인건비 상승세 둔화 등으로 안정세를 보였다. 1991년 이후 장기 하향 안정추세를 지속해오던 주택매매·전세가격은 1996년 말부터 1997년 봄 이사철까지 부동산경기 10년주기설 등 집값 오름세 심리가 확산되면서 신도시를 중심으로 비교적 큰 폭으로 올랐다. 상반기중 불안했던 물가는 가을철 들어 농산물의 본격적인 출하기로 접어들면서 하향 안정세를 유지했다. 쌀 등 농산물 작황이 3년째 호조를 보여 가을 물가안정에 큰 기여를 했다. 1997년 연초 크게 올랐던 주택매매·전세가격도 가을 이사철 이후 하락세로 돌아섰다. 그러나 12월 들어 물가는 가파른 상승세를 보였다. 환율급등의 영향으로 석유류, 도시가스 등 에너지 가격이 큰 폭으로 인상된 데다 수입 원부자재를 주로 사용하는 밀가루 가공식품, 설탕, 커피, 햄 등 생필품 가격이 크게 올랐다. 1998년 물가는 큰 폭의 상승세를 보였다. 긴축정책 및 소비침체로 총수요 압력은 현저히 낮아졌으나 대부분 원부자재를 수입에 의존하고 있는 우리나라의 생산구조로 원화환율 상승폭이 워낙 커 원가상승에 따른 물가파급 효과가 매우 컸기 때문이다. 환율급등에 따라 국제원자재, 국제곡물 등 원부자재 수입가격 상승이 시차를 두고 국내물가에 영향을 끼쳤고 또한 수입품 및 원재료 의존도가 높은 관련상품의 가격인상은 물론 에너지 가격상승에 따른 공산품 및 서비스 물가상승 등 직간접적인 경로를 통해 광범위한 부문에 걸쳐 영향을 주었다. 환율급등에 따른 물가불안은 이미 1997년 12월 들어 가시화되었다. 11월 중 소비자물가는 0.1% 상승에 그쳤으나 생산자물가는 0.7% 올라 환율급등에 따른 소비자물가 상승을 예고했다. 실제로 12월 소비자물가는 월간상승률로 16년만의 최고치인 2.5%를 기록했으며 생산자물가는 12월 한달 동안 8.2%나 올라 1998년 상반기까지 가파른 물가상승세가 이어졌다. 그러나 1999년 소비자물가 상승률은 0.8%에 그쳤으며, 2000년에도 3% 내외에서 머물렀다.

### 금리와 환율
대한민국의 금리는 1998년 하반기 이후부터 자금수급 상황이 다소 개선되며 하향안정세로 전환되고 있다. 원화환율 역시 1998년 하반기부터 외국인 투자자금이 점차 재유입되기 시작하면서 중장기적인 하향안정세로 돌아섰다. 그러나 수년 내에 외환위기 발생 이전인 달러당 1,000원 이하 수준을 회복하기는 어려워 보였다.

#### 금리
IMF와의 구제금융 협상이 타결된 이후 자금시장의 경색이 계속되고 있다. 14개 종금사가 영업정지를 당한데 이어 구제금융협약에 BIS 자기자본비율이 8% 이하인 은행에 대해 폐쇄조치를 취할 것이라는 내용이 포함된 것으로 알려지면서 은행들이 종금사에 대한 콜자금 제공 및 기업들에 대한 신규여신을 중단하는 동시에 대출금을 회수하였기 때문이었다. 현재의 고금리는 당분간 계속될 것으로 전망된다. 우선 긴축적인 통화정책이 상당기간 지속될 것으로 예상된다. IMF와의 협약에 따르면 총유동성(M3) 증가율을 1997년 15% 선에서 1998년에는 9%선으로 낮추었다. IMF는 원화절하가 물가에 주는 충격을 완화하기 위해 통화관리를 긴축적으로 운용하고 고금리를 유지할 것을 요구했다. 따라서 한은(韓銀)의 자금방출은 제한적인 수준에 머무를 수밖에 없었으며, 특히 환율절하에 따른 수입물가 상승으로 물가 불안 심리를 억누르기 위해서 긴축적인 통화관리는 불가피했다. 또한 추가적인 환율상승을 억제하기 위해서 고금리정책을 당분가 유지할 것으로 예상된다. 금융기관의 구조조정은 시중유동성을 압박하는 요인으로 작용해 왔다. IMF와의 구제금융협상에 따라 1998년 6월까지 BIS 자기자본비율 8%를 충족시키기 위해 국내은행들은 보수적인 자금운용으로 일관했다. 즉 BIS 자기자본비율을 높이기 위한 은행들의 노력은 여신동결, 대출금리 인상으로 이어질 수밖에 없었다. 또한 통화긴축과 고금리에 따른 대량부도는 금융기관의 자금공급과 채권매수를 위축시켜 금리하락을 가로막는 요인으로 작용했다. 한편 1997년 말 무려 29%까지 치솟았던 금리는 1999년 말 9%대로 안정되었다.

#### 환율과 외채

원-달러 환율표.
98년, 환율이 급상승했음을 알 수 있다.

IMF와 미·일 등의 조기 자금지원으로 국가부도라는 최악의 상황이 발생할 가능성이 약화되고 환율안정의 발판이 마련되었지만, 여전히 불안요인이 없는 것은 아니다. 과감한 금융개혁 및 대외개방 정책이 제대로 시행되지 않거나 경제구조조정 과정에서 경제주체 또는 정파간의 이해관계 충돌로 사회·경제적 혼란이 초래된다면 또다시 대외신뢰도 추락과 국가부도 위기, 환율급등 현상이 반복될 수 있기 때문이다. 중장기적으로 볼 때도 막대한 외채상환 부담이 원화환율의 안정을 어렵게 할 가능성이 높다. 우리나라 총외채 규모는 1998년 기준으로 1,493억 5,400만 달러이다. 총외채 규모가 동남아 국가들과 1994∼1995년중 외환위기 당시 멕시코에 비해서도 적다고 할 수가 없으며, 단기외채 비중은 월등히 높은 상태이다. 이에 따라 국가부도의 위기에서 벗어난다 하더라도 앞으로도 숨쉴 틈 없이 만기가 돌아오는 외채에 대해 100% 만기연장이 되지 않는 한, 외채상환 부담에서 벗어나기는 어렵다. 향후 수년간 외채상환 부담으로 인해 외화유동성이 넉넉지는 못할 가능성이 높은 것이다.

### 빅딜
기업교환을 말한다. 즉 업종전문화를 꾀하는 한 기업이 주력 업종을 다른 기업과 교환하는 것을 말한다. 경영용어로는 사업교환이라고 표현한다. 빅딜의 형태는 A와 B라는 업종을 함께 소유하고 있는 두 회사가 상대방에게 경쟁력이 약한 업종을 인계하고, 다른 업종을 인수받는 형식으로 진행된다. 빅딜을 위해서는 사전에 대상 업체에 대한 자산을 평가하고, 이 자산을 자본금으로 내놓은 다음 공동법인을 만들어야 한다. 그러나 빅딜 대상 사업체에 대한 자산평가가 일치할 수 없기 때문에 공동법인을 만들기로 합의하는 것은 쉽지만 실제로 법인 설립은 어려운 것이다. IMF금융 위기 이후 국내에서도 기업간 빅딜 작업이 활발히 진행되고 있으나 최종 성사까지는 많은 진통이 예상되고 있다. 대우전자를 삼성전자에, 삼성자동차를 대우자동차에 넘기는 빅딜이 대표적이다.

## 국제수지
1998년 경상수지는 환율의 급등과 내수의 위축으로 수입이 크게 위축되고 반면 수출은 크게 절하된 원화가치로 가격경쟁력이 제고되어 높은 수준의 증가율을 보였다. 또한 여행지출의 감소 등으로 무역외수지의 적자폭도 많이 줄었다. 1999년 11월까지 수출 누계는 1,288억 8,000만 달러, 수입 누계는 1,071억 2,000만 달러로 무역흑자 누계는 217억 6,000만 달러로 연간 목표치 250억 달러의 87.1%에 달하고 있다. 산업자원부는 12월에는 수출이 11월보다 7억 - 8억 달러 늘기 때문에 수입만 현 수준을 유지하면 목표 달성도 가능할 것으로 기대하고 있으나, 대략 245억 달러 안팎이 될 것으로 전망하고 있다. 경상수지의 흑자추세는 2000년까지도 지속되어 100 - 150억 달러 내외의 흑자 기조가 유지될 것으로 전망된다.

### 수출전망
1997년 중 수출은 수출단가의 지속적 하락에도 불구하고 수출물량의 꾸준한 증가에 힘입어 금액기준으로 1996년보다 높은 증가율을 기록하였다. 상반기 중 마이너스 증가율을 기록하기도 했던 통관기준 수출은 3/4분기 중에는 두 자리대의 증가율을 기록했다. 물량 측면에서 보면 1/4분기 중에도 16.8%나 증가했고 3/4분기 중에는 36%의 높은 증가율을 보였다. 4/4분기 들어서도 동남 아시아의 통화위기로 이들 지역에 대한 수출이 차질을 빚으면서 수출증가세가 다시 한 자리대로 둔화되었지만 수출물량은 여전히 20% 이상의 증가세를 보였다. 이처럼 수출물량 증가원인은 원화절하로 인한 국내 수출기업의 가격경쟁력 제고 때문이라고 볼 수 있다. 그러나 원화절하는 수출단가 하락을 더욱 부채질하는 측면도 존재한다. 달러화 표시 수출단가가 하락하더라도 원화표시 수출단가의 하락폭이 줄어들기 때문이다. 급격하게 진행된 원화가치의 하락에 힘입어 1998년에도 수출은 호조를 보였다. 1998년중 원/달러 환율은 1997년에 비해 연평균으로 40% 이상 높아졌기 때문에 이로 인한 가격경쟁력 제고 효과는 매우 컸다. 뿐만 아니라 내수경기의 위축으로 판매난에 직면한 기업들이 수출확대에 총력을 기울인 점도 인정된다. 극심한 외환부족에서 어느 정도 벗어난 1998년 하반기부터 원화가 절상추세로 반전되어 상반기에 비해 수출의 가격경쟁력 제고 효과가 많이 줄어들었다. 대한민국을 비롯한 아시아 국가들에서 통화위기의 여파가 거의 해소될 것으로 보이는 2000년에는 각국의 경기가 본격적인 회복국면에 접어들면서 수출증가율도 다소 높아질 것으로 전망된다. 그러나 설비투자의 부진으로 생산능력의 확대가 이루어지지 않는 데다 원화의 절상추세가 지속됨에도 불구하고 수출단가가 상승세로 반전되기는 힘들어 수출증가율이 두 자리대까지 높아지지는 않을 것으로 전망된다.

### 수입전망
경기침체와 원화절하로 1997년 중 수입은 빠른 속도로 둔화되었다. 원화절하로 수입품의 가격이 비싸지면서 국산품으로의 대체가 늘고 있는데다 설비투자의 부진에 따른 자본재 수입의 감소에 힘입어 하반기 들어서는 수입증가율이 마이너스로 돌아섰다. 더구나 수출단가 못지않게 수입단가도 큰 폭으로 하락하고 있어 수입의 감소폭을 더욱 크게 하고 있다. 곡물과 원유 등 국제원자재 가격이 약세를 보이고 있는데다 엔화 가치 하락과 경기침체에 따른 일본의 물량공세로 자본재의 수입단가도 큰 폭의 하락세를 나타내고 있다. 수입의 감소 추세는 1998년중에도 지속되었다. 곡물, 원유 등의 원자재 수입은 대체가 힘들기 때문에 크게 줄지 않았지만 자본재 수입은 설비투자가 크게 위축되면서 큰 폭으로 줄어들었다. 소비재 수입의 경우도 그동안 높은 증가세를 보이던 사치성 소비재의 수입이 대폭 줄어들고 원화절하로 수입품의 가격이 비싸져 사치품이 아니더라도 상당부분 국산품으로 대체되기도 했다. 수입선다변화 해제 등 시장개방이 확대됨에도 불구하고 1998년에는 소비자의 구매력 감소로 소비재 수입이 크게 늘지 않았다. 1999년부터 경기가 다소 회복세로 반전되고 특히 소비와 투자 등 내수경기가 증가세로 돌아서면서 수입도 많이 늘었다. 내수경기가 본격적으로 살아나는 2000년부터는 더욱 늘어 통관기준 수입증가율이 1999년 5.7%에서 2000년에는 9.5%로 높아질 것으로 전망된다.

### 경상수지
1996년 중 237억 달러를 기록했던 경상수지 적자는 1997년 1/4분기 중 74억 달러를 기록하기도 했으나 2/4분기 이후 수입이 크게 줄어들면서 적자폭도 감소했다. 11월부터는 경상수지가 흑자로 전환되어 연간으로는 1996년의 절반 수준인 109억 달러의 적자에 머물렀다. 경상수지 적자의 절반 이상을 차지하면서 적자 개선에 걸림돌로 작용하던 무역외수지 적자도 4/4분기 이후 크게 개선되기 시작했다. 경상수지의 개선 추세는 1998년 중에도 이어져 연간으로 큰 폭의 흑자를 기록했다.무역외수지의 적자는 지속될 것으로 보이지만 무역수지가 큰 폭의 흑자를 실현하면서 경상수지의 흑자반전을 주도한 것이다. 원화절하에 따른 수출호조와 내수경기 침체에 따른 수입감소로 1998년 무역수지는 예상을 깨고 400억 달러, 1999년 230억 달러가 넘는 흑자를 기록하면서 경상수지 개선에 크게 기여했다. 산자부는 수출이 7 - 8% 늘고 수입이 7 - 18% 늘 것으로 가정해 2000년도 무역수지 흑자규모는 100억 - 150억 달러로 축소될 것으로 보고 있다. 삼성경제연구소는 수출증가율 7%, 수입증가율 18%, 무역흑자 125억 달러로 예측했으며, 현대경제연구원은 수출증가율 6.6%, 수입증가율 18.2%, 무역흑자 97억 달러로 내다봤다. LG경제연구원은 수출증가율 13.3%, 수입증가율 24.6%, 무역흑자 135억 달러로 전망했다. 1998년을 고비로 경기가 회복되고 환율 여건이 호전되면서 해외여행 수요는 다시 증가세로 돌아설 가능성이 크다. 경상수지 흑자로 외채규모가 줄어들 것으로 보이지만 국내 자본시장의 개방과 대외신인도 하락효과가 지속되면서 투자는 예상보다 많이 이루어지지 않을 것으로 보인다.

### 2000년 한국경제 전망
| 구 분 | 삼성                         | 현대                        | LG                           | 대우                       | 한경연                     |
| --- | ---------------------------- | --------------------------- | ---------------------------- | -------------------------- | -------------------------- |
| 경 제 성 장 률 민 간 소 비 증 가 율 건 설 투 자 증 가 율 설 비 투 자 증 가 율 경 상 수 지 흑 자(억달러) 소 비 자 물 가 상 승 률 실 업 률 | 6.5 5.7 8.5 10.9 101 3.2 5.8 | 5.9 6.5 7.7 17.8 87 4.0 5.4 | 6.7 5.8 9.2 11.0 107 3.5 5.3 | 5.0 4.9 10.2 8.9 97 2.7 － | 6.4 7.0 3.6 12.9 92 3.9 － |

국제통화기금(IMF)과 대한민국 정부는 1999년 성장률 8~9%, 소비자물가 상승률은 1% 이내, 경상수지 흑자는 GDP의 6% 내외(약 250억 달러)에 이른다는 거시지표 전망에 합의했다. 또 2000년에는 경제성장률 5~6%, 물가 3%, 경상수지 흑자 100~150억 달러 등의 전망치에 의견일치를 이뤘다. 이와함께 현재의 경기 상태는 과열이 아니며 내년에도 저금리 기조를 유지해야 한다는 기존 원칙을 재확인하고 경기회복에 따라 재정적자폭을 줄여나가되 2004년에는 균형재정을 달성하기로 했다. 2000년 세계경제는 3%대, 아시아는 5.7%, 우리나라는 6%대의 고성장을 기록할 것이라고 주요 국제기구들이 전망했다. 세계무역기구(WTO)는 미국과 서유럽·일본 등의 경제성장에 힘입어 내년 세계무역이 6~7% 성장할 것이라고 내다봤다. 이는 1999년의 4%보다 2배 가까이 늘어난 것으로 금액으로 치면 8~9% 정도 늘어난 수치다. ADB는 특히 한국이 아시아경제의 회복세를 주도할 것이라고 밝히면서 1998년 5.8% 성장에 그쳤지만 1999년은 9.0%, 2000년에는 6.0% 성장할 것이라고 전망했다. 영국 이코노미스트 경제연구소(EIU)는 최근 발간한 '2000년 대예측' 보고서에서 내년 우리나라 경제성장률이 6.1%에 달하고 물가상승률은 2.7%에 머물 것으로 내다봤다. 또 내년 경제개발협력기구(OECD)회원국들은 평균 3%, 개발도상국들은 4%의 기록해 세계경제가 전반적으로 건전한 성장세를 보일 것으로 예측했다.EIU는 특히 내년 우리나라 GDP는 총 4,277억 달러, 1인당 GDP는 9,040달러에 이르고 실업률은 올해 7%에서 내년 6.8%로 낮아질 것으로 전망됐다. 그러나 이 연구소는 한국의 빠른 경제성장은 정부가 구조조정의 고삐를 늦추도록 할 염려가 있다고 경고했다.

## IMF의 주요 영향

### 정권 교체
IMF 사태는 최초로 여야 정권교체를 가져올 정도로 매우 심각한 위기 상황이었고, 기존의 사회 관념들이 한꺼번에 바뀌게 되었다.
IMF 구제금융 사태를 불러일으킨 책임으로 사임했던 강경식 재정경제부 장관은 '환란 사건'의 직무유기 등의 혐의로 재판을 받았지만, 무죄판결을 받았다. 집권 여당이었던 신한국당(現 새누리당)의 후보 이회창은 야당이었던 새정치국민회의(現 새정치민주연합)의 김대중 대통령 후보에게 패배했다.

### 독점 재벌의 해체
1996년, 경기도 고양시 일산에서 건영빌라를 대량으로 건설한데서 얻은 방만한 자금관리에 시화지구 미분양까지 겹쳐 우성과 건영이 도산하였다. 그러나 이것은 문제의 시작일 뿐이었다. 1997년과 1998년에는 한 해 동안 한보철강 (現 현대제철), 삼미그룹, 진로그룹, 대농그룹, 삼립식품, 한신공영, 기아그룹, 쌍방울그룹, 태일정밀, 해태그룹, 뉴코아, 수산중공업, 한라그룹, 고려증권, 청구그룹, 극동건설, 나산그룹, 거평그룹, 한일그룹, 쌍용그룹, 동아그룹, 고합그룹, 아남그룹, 신호그룹, 우방그룹, 새한그룹, 강원산업, 큐닉스컴퓨터, 신원그룹, 미주그룹등 대부분의 재벌 대기업들이 도산하였으며 이외에도 많은 기업들이 도산하고 법정관리를 받게 되었다.
특히 1998년 6월 18일에는 이헌재 금융감독위원회 위원장이 이찬우 상업은행장이 참석한 가운데 기자회견을 가져 55개 기업 청산, 매각 방침을 발표하였다.
1999년 대우그룹은 과도한 인수 금융을 이용한 기업 확장이 원인이 되어 부채가 65조로 엄청나게 불어나 IMF 구제금융 사건 이후 정부의 엄청난 국고 지출에도 불구하고 해체되었다.
2000년에는 현대그룹의 ‘왕자의 난’과 유동성 위기로 현대자동차, 현대백화점, 현대중공업, 현대해상, 현대산업개발, 현대건설, 현대전자(現 SK하이닉스) 등으로 계열분리를 하였다. 은행들은 대규모 인수 합병이 이루어졌으며 이러한 도중 많은 기업들이 외국 기업에 헐값에 매각되는 등 국부의 유출이 심각하였다.
1998년 7월 1일, 정부가 공기업 민영화 방안을 발표하였고, 남해화학, 대한교과서(現 미래엔), 한국종합기술금융(現 KTB네트워크), 대한송유관공사, 포항제철(現 포스코), 한국종합화학(現 케이씨), 한국중공업(現 두산중공업), 한국통신공사(現 KT), 한국담배인삼공사(現 KT&G) 총 9개 공기업이 민영화가 되었다. 그리고 지금은 인천국제공항 등의 공기업 민영화가 진행 중이다.
그리고 삼성그룹, LG그룹, 선경그룹(현 SK그룹), 현대그룹, 롯데그룹, 한화그룹, 한진그룹, 동양그룹, 대림그룹, 효성그룹, 동국제강, 코오롱그룹, 두산그룹, 대상그룹, 한솔그룹, 금호아시아나그룹, 동부그룹, 제일제당그룹(현 CJ그룹), 웅진그룹, 교보그룹, 동원그룹, 아주그룹과 같이 일부 재벌들은 위기를 교훈으로 삼아 IMF를 극복할 수 있었다.

### 해고 규제 완화
IMF의 원조 조건에 따라 고용시장에 자유경쟁체제가 도입되어, 많은 노동자가 실업자가 되었고 평생고용제와 평생직장이라는 개념이 없어지고 대신 평생직업이란 개념이 생겨났다. 급여에서도 호봉 개념 연공서열 대신 연봉제로 바뀌었고, 또한 정리해고가 자유로워져 정규직 근로자의 비율이 줄어들고 비정규직 근로자가 크게 늘어나게 되었다.

### 정부의 기업정책 변화
김대중 정권은 경기 부양을 위해 건설 지원과 카드 사용 대금의 연말정산 환급 등의 소비 촉진 정책을 실시하여 경기 부양에 성공하고 2001년 8월 23일, 한국은행의 차입금으로, 한국은 IMF의 구제금융의 관리체제에서 일찍 벗어났다. 하지만 이 소비 촉진 정책은 카드빚에 의한 신용불량자 수를 급격히 증가시켰고 이는 2003년부터 2005년까지 이어진 내수부진의 원인이 되었다.
IMF 환란이 대기업 육성정책에 의한 일부 대기업들의 시장 독점 때문이라는 분석에 따라 공정거래위원회와 금융감독위원회가 출범하는 등 재벌 개혁이 시작되었으며, 정부는 대기업 육성정책을 포기하는 대신 벤처기업과 중소기업 육성정책을 시작하여 테헤란로를 중심으로 많은 벤처기업들이 전성기를 누렸다.

### 국민 의식 변화
이 시기는 경제적으로는 국가전체가 IMF의 명령에 복종해야되던 시절이라 온나라가 그 IMF의 체제를 감내해야했다. 그 와중에 전 국민이 금모으기 운동 등으로 일치·단결하는 모습이 나타났으며 과거의 무사안일주의가 타파되었다는 점에서 긍정적인 평가를 받기도 한다.

### 공공재 영리화 문제
IMF의 원조 조건에 따라 수자원공사, 한국전력, 가스공사 등의 방만 경영으로 전기, 가스, 수도, 철도, 의료 등 공공재에 대한 민영화가 강제적으로 추진되었다. 하지만 일부 국민들의 반발로 인해 IMF는 약 10년의 유예기간을 주었다. 2008년 이명박 정부에 이르러 유예 종료일이 다가옴에 따라 재추진하려했으나 국민들의 대규모 시위로 인해 또 다시 유예되었고 IMF는 어쩔 수 없이 약 8년의 유예 기간을 주었다. 유예 기간이 종료되어가는 지금, 박근혜 정부는 민영화를 추진 중이다.

### 국방사업의 지연
1980년대 중반부터 정확히는 1986년부터 1989년에 이르기까지 3저 호황이라고 해서 경제 성장과 수출 증가를 거치면서 전 인구의 절대 다수를 차지할 정도로 중산층의 비중이 두터워졌으며 1990년대 중반까지 계속 경제성장을 하면서 당시 한국경제는 단군 이래 최전성기기라고 할 정도로 비유했다. 특히 1990년대 중반이 되면서 가장 서민들의 생활이 안정됐고 사회발전이 순조로웠고 실업률은 낮고 물가는 낮았다. 경제가 꾸준히 하늘 높이 성장하던 시기였기 때문에 무엇보다 서민들의 장래에 대한 낙관과 사회에 대한 신뢰가 높았으며 한국사회가 선진국에 진입하는 시기이기도 했고 경제가 급성장하고 있는 시점으로 1990년대 한국군은 한국의 달라진 경제력에 걸맞고 타 국가의 대응할 수 있을만한 국방력을 건설할 신무기 도입 사업 및 현대화를 진행하고 있었다.
육군의 경우에는 1990년대 초반의 대한민국 육군은 미국과 협력하여 3세대 전차인 K-1 전차를 1987년부터 실전배치하는 것을 시작으로 1990년대 중반이 되면 3세대 전차를 1,000여대 이상을 실전배치하게 되었다. 게다가 K200 장갑차나 K-55 자주포도 양산이 한창 진행 중이었으며 K-9 자주포, K1 전차를 개량한 K1A1 전차 등은 개발 중이었고 1990년대에 AH-X 사업으로 AH-1 코브라 공격헬기를 대체할 차기 공격헬기를 구매할 예정이었다.
그러나 경제 위기의 영향은 AH-X 사업이 지연되어 AH-64E 아파치 가디언을 도입한 것은 2010년대에 확정되어 그 결과 2018년 기준으로 AH-1S/F와 함께 AH-64E를 운용하고 있다. 하지만 1990년대 시기를 기준으로 가장 현대화가 필요한 것은 육군이 아닌 공군과 해군이었다.
그러나 1997년의 외환위기는 각종 국방력 증대 사업들이 취소되거나 연기되는 일이 많았다. 실제로 2001년 기사에서는 "육군 AH-X 사업과 해군 KDX-3 등의 사업들은 모두 각 군의 대표적인 숙원사업들로 97년 외환위기로 미뤄졌던 것. 특히 지난해 6·15 공동선언으로 남북관계가 급진전하면서 자칫 시작하지도 못하고 끝나버리는 게 아니냐는 우려가 강하게 일면서 각 군의 치열한 로비전이 전개됐다."라는 언급을 하고 있다.
공군의 경우에는 현대화 계획으로 1991년에 KFP 사업으로 선정된 F-16 Block 52 면허생산에 이어서 진행될 원래의 한국군 계획은 1990년대 1차 FX로 F-15 전투기(정확히는 차기 전투기) 120대 도입으로 마무리가 될 예정이었고 조기경보기 사업도 진행될 예정이었다. 그러나 외환위기 이후 1 ~ 2차 FX사업으로 60대를 나누어서 도입하고 3차 FX 사업으로 F-35 40대(+추가 도입 옵션 20대)의 결과로 나오게 되면서 FX 사업이 길어지고 또한 조기경보기도 1990년대 도입에 관심을 보였으나 1997년 외환위기로 인해서 사업이 무기한 유보되었다가, 2002년에 사업이 재개되었고 더 시간이 흘러서 2010년대가 되면서 E-737 피스아이가 도입되었다.
해군의 경우에는 1990년대 초에 대한민국은 이미 조선산업 규모에서 세계 1위를 달성했다. 군함도 나름의 체계를 갖춘 울산급 호위함을 건조하는 기술 역량을 지녔다. 그러나 해군은 울산급 등의 기존 체계를 운용했으며 미사일 중심의 선진적인 전투체계, 네트워크 능력은 갖추지 못하였다. 그리하여 원양능력과 동시에 현대적 전투능력을 갖춘 함선 건조 기술을 획득하려는 목표를 세운다.
그것이 KDX-1 계획으로 KDX-1 광개토대왕급 사업은 우리나라의 구축함 사업의 시작으로 본격적으로 한국 해군의 강화를 꾀하는 시작점으로 1998년에 취역했다. 하지만 KDX-1은 운용 이전에도 대양환경에 적합하지 않으리라는 지적이 있었고, 실제로 림팩훈련 등에서 한계를 느껴 3천 톤급은 대양함으로서는 적합하지 않다는 판단을 내리게 된다. KDX-1 사업은 3척에서 종결하고 운용 경험을 토대로 1996년부터 KDX-2 충무공 이순신급 사업을 시작하였다.
하지만 IMF 사태로 KDX-2 사업이 위험했지만 2001년 1월부터 건조사업을 시작하고 2002년 5월에 초도함을 진수한다. 광개토대왕급의 노하우와 기술을 살려 빠른 시간에 향상된 성능으로 건조되었으며 비슷한 시기에 독도함은 2002년 10월 건조 개시, 2005년 7월 12일 진수, 2007년 7월 3일 취역했다.
KDX-3로 2007년에 세종대왕함이 진수되었는데 원래 계획으로는 이지스함 6척을 배치할 계획이었으나 외환위기의 영향으로 일단 3척만 진수되었으며 2020년대 이후에 추가로 진수될 예정이다.
게다가 2010년대가 되면서 울산급 호위함, 포항급 초계함을 대체할 인천급, 대구급 등의 신형 호위함 등을 진수하고 있다.
그 결과 IMF 구제금융 요청의 영향으로 조기경보기 등의 지원 전력을 제외하더라도 2018년을 기준으로 F-15 전투기만 비교해도 미국이 450대, 일본이 200대, 대한민국이 59대를 운용하고 있다.
이지스함으로 비교하자면 미국이 90척(줌왈트급 3척, 알레이버크급 65척, 타이콘데로가급 22척), 일본 8척(공고급 4척, 아타고급 2척, 마야급 2척)이다. 하지만 대한민국 해군은 3척(세종대왕급)만을 운용 중이며 2020년대가 되어서 추가로 3척을 진수할 예정이다.
그 결과 1997년의 외환위기는 국방력의 증대에 많은 영향을 주었다.

## 같이 보기
- 금 모으기 운동
- 한미관계 갈등역사
- 김영삼
- 강만수
- 한승수
- 임창열
- 김대중
- 영화 《국가부도의 날》 - 대한민국의 IMF 구제금융 요청 전야를 다룬 대한민국의 2018년 영화

## 참고 문헌
- 이 문서에는 다음커뮤니케이션(현 카카오)에서 GFDL 또는 CC-SA 라이선스로 배포한 글로벌 세계대백과사전의 〈IMF 극복과 한국경제 전망〉 항목을 기초로 작성된 글이 포함되어 있습니다.| - v - t - e 대한민국 둘러보기 | - v - t - e 대한민국 둘러보기                                                                                                                                                                                                                                                                                                                                                                                                                                                                                                                                                                                                                                            | - v - t - e 대한민국 둘러보기 |
| ----------------------------- | --- | ----------------------------- |
| - 개요                        | |                               |
| 역사                          | \| 전근대사(연표) \| - 고조선 - 원삼국 시대 - 삼국 시대 - 남북국 시대 - 후삼국 시대 - 고려 - 조선 - 대한제국 - 일제강점기 - 대한민국 임시정부 - 한반도 분단 - 미 군정 \| \| 시대구분 \| - 개요 - 제1공화국 - 제2공화국 - 제3공화국 - 제4공화국 - 제5공화국 - 제6공화국 \| \| 주요 사건 \| - 제주 4·3 사건 - 6·25 전쟁 - 4·19 혁명 - 5·16 쿠테타 - 한강의 기적 - 부마 민주 항쟁 - 10·26 사건 - 12·12 군사 반란 - 5·18 광주 민주화 운동 - 6월 민주 항쟁 - 1988년 하계 올림픽 - IMF 외환위기 - 2002년 FIFA 월드컵 - 노무현 대통령 탄핵 소추 - 연평도 포격전 - 세월호 침몰 사고 - 박근혜 대통령 탄핵 - 2018년 동계 올림픽 - 2024년 대한민국 비상계엄 - 윤석열 대통령 탄핵 \| |                               |
| 지리                          | - 행정 구역 - 목록 - 도시 목록 - 환경 - 섬 - 산 - 강 - 호수 - 한국의 지질 |                               |
| 정치                          | - 국가상징 - 국기 - 문장 - 국가 - 헌법 - 헌법재판소 - 선거 - 정당 - 정부 - 대통령 - 국무총리 - 정부부처 - 국회 - 국회의원 - 정당 - 법원 - 대법원 - 고등법원 - 지방법원 - 대외 관계 - 대북 - 대미 - 대중 - 대일 - 여권 - 비자 - 군사 |                               |
| 사회                          | - 인구 - 국제 입양 - 2015년 인구주택총조사 - 고령화 문제 - 언어 - 종교 - 범죄 - 흡연 - 자살 - 인권 - 성 관념 - 여성주의 - 성소수자 - 언론 - 조중동 - 한경오 - 방송 - 텔레비전 - 지상파 - 종합편성채널 - 라디오 |                               |
| 경제                          | - 자동차 산업 - 에너지 - 금융업 - 농업 - 쌀 생산 - 어업 - 교역 정책 - 한강의 기적 - 재벌 - 부동산 - 통신업 - 관광업 - 교통 - 노동 조합 - 화폐 |                               |
| 문화                          | - 요리 - 미술 - 문학 - 건축 - 영화 - 드라마 - K-pop - 한류 - 스포츠 |                               |
| 전근대사(연표)                | - 고조선 - 원삼국 시대 - 삼국 시대 - 남북국 시대 - 후삼국 시대 - 고려 - 조선 - 대한제국 - 일제강점기 - 대한민국 임시정부 - 한반도 분단 - 미 군정 |                               |
| 시대구분                      | - 개요 - 제1공화국 - 제2공화국 - 제3공화국 - 제4공화국 - 제5공화국 - 제6공화국 |                               |
| 주요 사건                     | - 제주 4·3 사건 - 6·25 전쟁 - 4·19 혁명 - 5·16 쿠테타 - 한강의 기적 - 부마 민주 항쟁 - 10·26 사건 - 12·12 군사 반란 - 5·18 광주 민주화 운동 - 6월 민주 항쟁 - 1988년 하계 올림픽 - IMF 외환위기 - 2002년 FIFA 월드컵 - 노무현 대통령 탄핵 소추 - 연평도 포격전 - 세월호 침몰 사고 - 박근혜 대통령 탄핵 - 2018년 동계 올림픽 - 2024년 대한민국 비상계엄 - 윤석열 대통령 탄핵 |                               |